# Henri Coandă
Henry Marie Coandă (Bucarest, Rumania, 7 de junio de 1886-Bucarest, 25 de noviembre de 1972) fue un destacado inventor rumano, pionero de la aerodinámica y constructor de la primera aeronave accionada por un motor a reacción, el Coandă-1910.

## Vida
Nacido en Bucarest, era el segundo hijo de una familia numerosa. Su padre era el General Constantin Coandă, un profesor de matemáticas de la escuela de ingeniería (Şcoala naţională de poduri şi şosele)-Escuela Nacional de Puentes y Caminos-. Su madre, Aida Danet, era hija del médico francés Gustave Danet y había nacido en Bretaña. Recordaría, años después, que de niño estaba fascinado por el milagro del viento. 
Coandă estudió en la escuela municipal Petrache Poenaru, luego en 1896 en el liceo San Sava (Colegio Nacional de San Sava, ya fundado en 1694). Después de tres años (1899), su padre, quien deseaba que cursara una carrera militar, lo transfirió a un liceo militarizado en Iaşi. Se graduó en esa institución en 1903 con el rango de sargento mayor y continuó sus estudios en la escuela de artillería e ingeniería militar y naval en la ciudad de Bucarest. Enviado a un regimiento de artillería alemán, se matriculó en la Escuela Superior Técnica (Technische Hochschule) en Charlottenburg, Berlín. Coandă se graduó como oficial de artillería, pero estaba más interesado en los problemas técnicos de vuelo. En 1905 construyó un misil-aeroplano para el Ejército Rumano. Continuó los estudios de 1907 a 1908 en el Instituto Montefiore en Lieja, Bélgica, en donde conoció a Giovanni Battista Caproni. En 1908 regresó a Rumanía para servir como oficial en activo en el Segundo Regimiento de Artillería. 
Sin embargo, su espíritu inventivo no compaginaba con la disciplina militar, por lo que solicitó y obtuvo permiso para abandonar al ejército, tras el cual disfrutó de una renovada libertad para hacer así un largo viaje en automóvil a Isfahán, Teherán y el Tíbet. A su regreso en 1909, viajó a París, en donde asistió a la recién fundada École Supérieure d'Aeronautique et de constructions mécaniques -Escuela Superior de Aeronáutica y de construcción mecánica- (hoy École Superieure de l'Aeronautique et de l'Espace -Escuela Superior de Aeronáutica y del Espacio- conocida como SUPAERO); un año después, (1910) se graduó a la cabeza de la primera clase de Ingenieros Aeronáuticos. Entre 1911 y 1914, trabajó como Director Técnico de la Bristol Aeroplane Company, ubicada en el Reino Unido, en donde diseñó numerosos aeroplanos conocidos como aeroplanos Bristol-Coandă. En 1912 uno de esos aviones ganó el primer premio en el Concurso Internacional de Aviación Militar en el Reino Unido. En 1915, regresó a Francia en donde, durante la Primera Guerra Mundial, trabajó para la Delaunay-Belleville en Saint Denis, diseñó y construyó tres diferentes modelos de avión de propulsión, incluyendo el Coandă-1916, con dos propulsores montados cerca de la cola; este diseño fue retomado en la aeronave de transporte llamada "Caravelle", para el cual Coandă fue consultor técnico. 
En los años entre las guerras continuó viajando e inventando; entre sus invenciones figura el primer trineo a reacción y el primer tren ferroviario aerodinámico de lujo. En 1934 cedió a Francia una patente relacionada con el Efecto Coanda; en 1935, usó el mismo principio como base para el Aerodeslizador llamado "Aerodina Lenticulara", el cual era muy similar en forma a un "platillo volador", desarrollado tiempo después por la Avro Canada antes de ser adquirido por la Fuerza Aérea de los Estados Unidos y convertirse en un proyecto clasificado. En 1969, durante los primeros años de la era "Ceauşescu" regresó a pasar sus últimos días en su nativa Rumanía, en donde sirvió como director del Instituto para la Creación Técnica y Científica (INCREST). En 1971 reorganizó, al lado del profesor Elie Carafoli, el Departamento de Ingeniería Aeronáutica de la Universidad Politécnica de Bucarest, separándolo del Departamento de Ingeniería Mecánica.
Coandă murió en Bucarest el 25 de noviembre de 1972 a la edad de 86 años. El Aeropuerto Internacional de Bucarest lleva su nombre.

## El efecto Coandă
Con el respaldo del ingeniero Gustave Eiffel y del matemático, político y pionero de la aeronavegación Paul Painlevé, comenzó a experimentar con técnicas aerodinámicas: uno de sus experimentos consistió en montar un dispositivo en un tren corriendo a 90 km/h para poder analizar el comportamiento aerodinámico. En otro usó un túnel de viento con humo y una balanza aerodinámica para obtener el perfil idóneo de ala en el diseño de un avión; esto condujo posteriormente al descubrimiento de lo que se dio en llamar Efecto Coandă.

## Coandă-1910

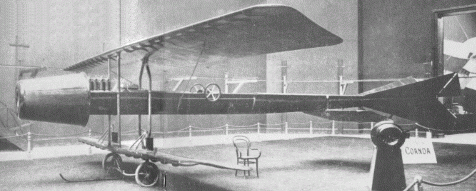
El Coandă-1910.

En 1910, usando el taller de Gianni Caproni, diseñó, construyó y pilotó el primer avión impulsado por un termorreactor, el Coandă-1910, que presentó públicamente en el segundo Salón Aeronáutico Internacional en París. La propulsión provenía de una máquina de combustión de 4 cilindros usada para accionar un compresor, el cual alimentaba a dos quemadores para desarrollar la fuerza de empuje, en lugar de utilizar una hélice. Pasarían aproximadamente 30 años hasta que esta tecnología se empleara en otra aeronave, el Caproni Campini CC.2. (véase también Motor Jet).
En el aeropuerto de Issy-les-Moulineaux, cercano a París, Coandă perdió el control de su avión jet, el cual se salió de la pista y se incendió. Afortunadamente, escapó con un buen susto y algunas heridas menores en el rostro y las manos. A raíz de este accidente, Coandă descubrió el que sería su mayor descubrimiento: el llamado "Efecto Coandă". 
Alrededor de aquel tiempo, Coandă abandonó sus experimentos debido a la falta de interés y de apoyo del público científico y de las instituciones de ingenieros.

## Frases
Estos aeroplanos que tenemos hoy, no son más que la perfección del juguete infantil hecho de papel. En mi opinión, debemos buscar una máquina voladora completamente diferente, basada en otros principios de vuelo. Imagino una aeronave futura, la cual despegará verticalmente. Esta máquina voladora no deberá tener partes móviles, esta idea viene de la gran potencia de los ciclones
Henri Coandă

El viento no se inventó, ni se encontró y mucho menos se hizo; se descubrió con el fin de usarlo para algo productivo y para su desarrollo
Henri Coandă

No es posible que el hombre solucione sus problemas sin la ayuda de Dios, así que es mejor que busquen de él, no estaría de más que empecemos a hacer las cosas bien
Henri Coandă

## Invenciones y descubrimientos
- 1910: Una plataforma móvil para experimentos aerodinámicos, montada al lado de un tren, que corría a 90 km/h en la ruta de París-Saint Quentin; esto le dio un "túnel" de viento, usando humo y una cámara fotográfica diseñada por él mismo, capaz de probar la estabilidad de distintos diseños de alas para aeroplanos.
- 1910: El Coandă-1910 la primera aeronave termojet del mundo.
- 1911: Un aeroplano de dos motores y un propulsor.
- 1911-1914: como director técnico de la Bristol Aeroplane Company, diseñó los aviones Bristol-Coandă.
- 1914-1916: en la Delaunay-Belleville, diseñó tres tipos más de aeroplano incluyendo el Coandă-1916, con dos motores cerca de la cola.
- Inventó un nuevo material decorativo usado en construcción, el hormigón-madera; un ejemplo prominente de su empleo es el Palacio de la Cultura en Iaşi.
- 1926: Trabajando en Rumania, Coandă desarrolló un dispositivo para detectar líquidos debajo del suelo, utilizado en la exploración petrolera. Muy pronto, diseñó -en la Región del Golfo Pérsico- un sistema de perforación para la extracción mar adentro.
- Probablemente el más famoso de sus descubrimientos fue el Efecto Coandă. Después de la colisión del "Coandă-1910", Henri observó que las llamas y el gas incandescente emitidos por el fuego tendían a permanecer cerca del fuselaje. Tras más de 20 años de estudiar el fenómeno, junto con sus colegas, Coandă describió lo que tiempo después Albert Metral llamó el "Efecto Coandă". Este efecto ha sido utilizado muchas veces en invenciones aeronáuticas y es crucial para el éxito en los vuelos supersónicos.

## Premios y distinciones
En 1956 fue honrado en Nueva York como el inventor del primer aeroplano a reacción. Un orador lo elogió como "el pasado, presente y el futuro de la aviación".
En el Simposio Internacional sobre Automatización realizado también en Nueva York, Coandă recibió el premio Laboratorios Harry Diamond.
- Premio y Gran Medalla de Oro "Vielles Tiges"
- Premio Unesco a la Investigación Científica.
- Medalla de la Aeronáutica Francesa, Orden al Mérito, anillo de Comandante.